# Pierre Bayle
Pierre Bayle (Carla-le-Comte, Ariège megye, 1647. november 18. – Rotterdam, 1706. december 28.) francia filozófus, valláskritikus.

## Életútja
Protestáns lelkész fia volt, katolizált, majd 1670-ben családja unszolására visszatért a református hitre. Genfben tanult teológiát, majd miután Franciaországba visszatért, Rouenban és Párizsban magánoktatással foglalkozott. 1675-től Sedanban, majd amikor 1681-ben XIV. Lajos megszüntette a protestáns tanintézményeket, Rotterdamban a protestáns teológiai főiskolán tanította a bölcsészetet. Szabadgondolkodása miatt támadták a szigorú kálvinisták, ezért elveszítette állását. Legismertebb művében enciklopédikus igénnyel, bátorsággal bírálta a megrögzült tantételeket. Eszmerendszerének alapja a szkepticizmus volt. Tagadta a történelem, az erkölcs és a vallás hagyományos tételeit, a megismerés alapjának a tapasztalatot tekintette. Kimutatta, hogy az ész és a vallás nem férnek meg egymással. Szembeszállt a dogmatizmussal és a vallási türelmetlenséggel. Az ateistáknak toleranciát követelt. Híve volt az állam és az egyház szétválasztásának. A felvilágosodás előfutára volt. Jelentősen hatott Voltaire-re, Leibniz kritikusan viszonyult hozzá. Hatással volt Mikes Kelemenre, Csokonaira, Martinovicsra és Kölcseyre is.
Fő műve a „Történelmi és kritikai szótár”. Ebben minden vallás létjogosultságát megkérdőjelezte. Szerinte elképzelhető egy ateistákból álló állam is, amelynek tagjai erkölcsösebbek lennének, mint a vallási alapon álló társadalom tagjai. A vallás ugyanis mindig fanatizmussal párosul, ami mások üldözéséhez vezet. A protestánsok azt vallják, hogy Isten ura az emberi cselekedetnek. Tehát Isten a bűn szerzője. A katolikusok választhatnak a jó és rossz között. A kérdés az, hogy Isten miért adta meg a rossz választás lehetőségét?